# Allsvenskan de 2014
O Campeonato de futebol da Suécia de 2014 (Allsvenskan 2014) decorreu no período de março a novembro.

A dureza do clima neste país dificulta ou impede a prática do futebol no exterior durante os meses de inverno.

Esta época o escalão principal do futebol da Suécia contou com dois novos clubes: o Falkenbergs FF e o Örebro SK.

O campeão foi o Malmö FF, e o vice-campeão foi o IFK Göteborg. 
Os clubes despromovidos para a Superettan foram o Mjällby AIF e o IF Brommapojkarna.

## Campeão
| Allsvenskan 2014              |
| Sweden                        |
| ----------------------------- |
| Malmö FF Campeão (21º título) |

## Participantes
| Clube             | Cidade      | Estádio          | Capacidade | Classificação |
| ----------------- | ----------- | ---------------- | ---------- | ------------- |
| AIK               | Solna       | Friends Arena    | 50 000     | 3º            |
| BK Häcken         | Gotemburgo  | Rambergsvallen   | 6 000      | 5º            |
| Djurgårdens IF    | Estocolmo   | Tele 2 Arena     | 30 000     | 7º            |
| Falkenbergs FF    | Falkenberg  | Falkenbergs IP   | 5 000      | 13º           |
| Gefle IF          | Gevália     | Strömvallen      | 6 711      | 14º           |
| Halmstads BK      | Halmostádio | Örjans Vall      | 15 500     | 10º           |
| Helsingborgs IF   | Helsingborg | Olympia          | 16 500     | 9º            |
| IF Brommapojkarna | Estocolmo   | Grimsta IP       | 8 000      | 16º           |
| IF Elfsborg       | Borås       | Arena de Borås   | 16 899     | 4º            |
| IFK Göteborg      | Gotemburgo  | Gamla Ullevi     | 18 416     | 2º            |
| IFK Norrköping    | Norrköping  | Nya Parken       | 17 234     | 12º           |
| Kalmar FF         | Kalmar      | Guldfågeln Arena | 12 000     | 11º           |
| Malmö FF          | Malmö       | Estádio Swedbank | 24 000     | 1º            |
| Mjällby AIF       | Mjällby     | Strandvallen     | 7 000      | 15º           |
| Åtvidabergs FF    | Åtvidaberg  | Kopparvallen     | 8 300      | 8º            |
| Örebro SK         | Örebro      | Behrn Arena      | 12 000     | 6º            |